# Adama Diakité
Adama Diakité (4 luglio 1978) è un ex calciatore maliano, di ruolo difensore.

## Carriera

### Nazionale
Ha debuttato in Nazionale il 18 marzo 2001, nell'amichevole Gabon-Mali (2-0). Ha partecipato, con la Nazionale, alla Coppa d'Africa 2002. Ha collezionato in totale, con la maglia della Nazionale, 10 presenze.

## Palmarès

### Club

#### Competizioni nazionali
- Campionato maliano di calcio: 4

Stade Malien: 2000-2001, 2002, 2007
Djoliba: 2004
- Coppa del Mali: 3

Stade Malien: 2000-2001
Djoliba: 2002-2003, 2004